# Eierland
Eierland est une ancienne île néerlandaise de la Mer des Wadden, aujourd'hui rattachée à l'île du Texel. Eierland correspond à la partie septentrionale de l'île de Texel.
Jusqu'au XIIIe siècle, Eierland faisait partie de l'île de Vlieland, séparée de Texel par le bras de mer d'Anegat. L'Anegat était situé à peu près à l'endroit où le trouve aujourd'hui la réserve naturelle du Slufter. Au cours du XIIIe siècle, les marées et les courants créèrent un nouveau bras de mer, l'Eierlandse Gat, qui séparait Eierland de Vlieland. Par conséquent, Eierland était devenu une vraie île.
Au cours du XVIe siècle, l'Anegat s'enlisait et se fermait, formant un haut banc de sable reliant Texel et Eierland. Ce banc de sable n'était plus submergé qu'aux grandes marées. En 1630, on a construit une digue nommée Zanddijk (Digue de Sable), reliant les deux îles. En 1835, on commença sous la direction de l'anversois Nicolas Joseph De Cock de poldériser les schorres, avec pour objectif d'utiliser les terres ainsi gagnées pour l'agriculture. C'était la naissance de l'Eierlandse polder, où on créa les hameaux de Midden-Eierland et Zuid-Eierland, ainsi que le village de De Cocksdorp, en souvenir de De Cock.
Pendant la Seconde Guerre mondiale, c'est ici que se joua l'insurrection géorgienne du Texel.